# Anheteromeyenia cheguevarai
Anheteromeyenia cheguevarai är en svampdjursart som beskrevs av Renata Manconi och Pronzato 2005. Anheteromeyenia cheguevarai ingår i släktet Anheteromeyenia och familjen Spongillidae.
Artens utbredningsområde är havet kring Kuba. Inga underarter finns listade i Catalogue of Life.